# Dasyhelea chani
Dasyhelea chani är en tvåvingeart som beskrevs av Wirth och Linley 1990. Dasyhelea chani ingår i släktet Dasyhelea och familjen svidknott.
Artens utbredningsområde är Florida. Inga underarter finns listade i Catalogue of Life.